# Electro Ucayali
Electro Ucayali es la principal empresa de suministro de electricidad del departamento de Ucayali, en el Perú. Su sede principal está en Puerto Callao, Pucallpa del distrito de Yarinacocha. Opera desde el 28 de febrero de 1995 con la Resolución Suprema N.º 085-95-EM. Actualmente opera a 50.000 clientes en las sedes de los distritos de Yarinacocha, Callería, Campo Verde de la provincia de Coronel Portillo, y algunas de Atalaya y Padre Abad.
Cuenta actualmente con la Concesión de Distribución de tres Sistemas Eléctricos ubicados en las provincias de Coronel Portillo, Padre Abad y Atalaya; los dos primeros conectados al Sistema Eléctrico Interconectado Nacional (SEIN) y el tercero es un sistema eléctrico aislado que tiene como fuente de suministro de energía eléctrica la Central Hidroeléctrica de Canuja y la Central Térmica de Atalaya.